# William de Redvers, 5. Earl of Devon
William de Redvers, 5. Earl of Devon (auch William de Vernon, † 10. September 1217) war ein englischer Adliger.
Er entstammte der normannischen Familie Redvers und war der dritte Sohn von Baldwin de Redvers, 1. Earl of Devon, aus dessen erster Ehe mit Adelise Baluun. Er wird auch William de Vernon genannt, weil er auf der Burg Vernon in der Normandie, dem Sitz seines Großvaters Richard de Redvers aufwuchs.
Spätestens 1193 erbte er beim Tod seines kinderlosen Neffen Richard de Redvers, 4. Earl of Devon, dessen Titel als Earl of Devon und Lord of the Isle of Wight. 1194 nahm er an der zweiten Krönung des Königs Richard Löwenherz teil, gehörte später zu den Unterstützern von dessen Nachfolger Johann Ohneland – was ihn nicht davor schützte, dass der König seinem Söldnerführer Falkes de Bréauté gestattete, die verwitwete Schwiegertochter des Earls zu entführen, die Ehe zu erzwingen und sich ihre Mitgift anzueignen.

## Familie und Kinder
William de Redvers war mit Mabile de Beaumont verheiratet, Tochter von Robert de Beaumont, dem 1204 abgesetzten Grafen von Meulan aus dem Haus Beaumont, auss dessen Ehe mit Maud, Erbtochter des Reginald de Dunstanville, 1. Earl of Cornwall. Mit Mabile hatte er drei Kinder:
- Baldwin de Redvers (* nach 28. April 1200; † 1. September 1216).
- Mary de Redvers, ⚭ (1) Pierre de Préaux (Haus Préaux), ⚭ (2) Robert de Courtenay of Okehampton (Haus Courtenay)
- Joan de Redvers, ⚭ William Brewer; zuvor war sie verlobt mit Hubert de Burgh, dem späteren Earl of Kent, doch kam die Ehe nicht zustande.

Da sein Sohn Baldwin vor ihm starb, beerbte ihn 1217 dessen Sohn Baldwin als Earl of Devon und Lord of the Isle of Wight.